# Wichardus I. (Basel)
Wichardus I. (in der Literatur auch Wichard I.) (um 845) war ein Bischof von Basel.
Wichardus wird nur in der ältesten bekannten Bischofsliste aus der Abtei Münster im Elsass erwähnt unter Papst Sergius II. (844–847). Sein Vorgänger war Bischof Udalricus I., sein Nachfolger Fridebertus.